# Ceciliengärten
Die in den Jahren 1922–1927 erbaute Wohnsiedlung der Ceciliengärten gehört zum Berliner Ortsteil Schöneberg des Bezirks Tempelhof-Schöneberg. Sie wurde 1995 in die Berliner Denkmalliste aufgenommen. Die Grünanlagen der Siedlung wurden bereits 1977 zu einem Gartendenkmal erklärt.
In ihrer städtebaulichen Konzeption und architektonischen Ausgestaltung durch den Architekten und Stadtbaurat des ehemaligen Berliner Bezirks Schöneberg, Heinrich Lassen, steht sie im Kontrast zu mehreren, vorwiegend im Stil des Neuen Bauens, zeitgleich entstandenen Berliner Siedlungen. Die unter anderem noch am Jugendstil orientierte expressionistische Gestaltung der Ceciliengärten mit Ornamenten, Staffelungen und Spitzdächern trat beim – von den Architekten Walter Gropius oder den Brüdern Max und Bruno Taut propagierten – Stil des Neuen Bauen in den Hintergrund.
Die Qualitäten der Ceciliengärten zeigen sich in der Gartenanlage, der Gliederung, Materialauswahl und der teilweisen Verspieltheit der Fassaden sowie der auffallenden Gestaltung des Atelierturms und in den zum Teil sehr üppigen Innenhofgärten. Der Fassadenschmuck mit den lebensnahen Darstellungen von kindlichem Alltag und dem seinerzeit modernen Verkehr sowie die Formensprache der Türgestaltungen machen die Ceciliengärten zu einem öffentlichen Freilichtmuseum des Art déco.

## Lage

Ceciliengärten (Wohnanlage rot eingezeichnet) mit Umgebung

Die Siedlung mit einer Gesamtfläche von 42.200 m² liegt im Ortsteil Schöneberg (nahe dem Ortsteil Friedenau und wird diesem deshalb oft fälschlicherweise zugesprochen) auf dem Teltow-Höhenzug südlich des Berlin-Warschauer Urstromtals mit einer mittleren Höhe von knapp 40 m ü. NHN. Das Terrain der Anlage weist insgesamt einen Höhenunterschied von etwa drei Metern auf.
Grenzen der Wohnanlage bilden Traegerstraße (benannt nach dem Juristen und Politiker Albert Traeger) im Norden, die Rubensstraße im Osten, die Baumeisterstraße (nach dem Bauingenieur Reinhard Baumeister benannt) sowie die Semperstraße (Namensgeber war der Architekt Gottfried Semper) im Süden und im Westen durch die rückwärtigen Grenzen der östlichen Grundstücke der Sponholzstraße (nach dem Kaufmann, Grundbesitzer und Bodenspekulanten Johann Christian August Sponholz benannt). Durch die gesamte Siedlung führt die namensgebende und seit dem Jahr 2000 verkehrsberuhigte Straße Ceciliengärten. Die Anlage wird im Wesentlichen flankiert von folgenden Hauptverkehrsadern:
- Nordwestlich durch die Hauptstraße – Teil der ehemals hier als Berlin-Potsdamer Chaussee verlaufenden Reichs- und späteren Bundesstraße 1,
- nördlich durch den S-Bahn-Ring und die hierzu parallel verlaufende Stadtautobahn (A 100) hinter dem Innsbrucker Platz,
- südöstlich durch die Bahntrasse der Wannseebahn – ehemals: Berlin-Potsdam-Magdeburger Eisenbahn, heute: S-Bahn-Linie S1, sowie die hierzu parallel verlaufende Westtangente (A 103), auf der gleichzeitig die Bundesstraße 1 geführt wird.

Durch ihre Lage und die Verkehrsanbindung hat die Siedlung der Ceciliengärten einen verhältnismäßig ruhigen und dennoch zentralen Charakter. Die Entfernung bis zum Brandenburger Tor beträgt beispielsweise knapp sechs Kilometer, hierfür benötigt die S-Bahn zwölf Minuten.

## Namensgebung

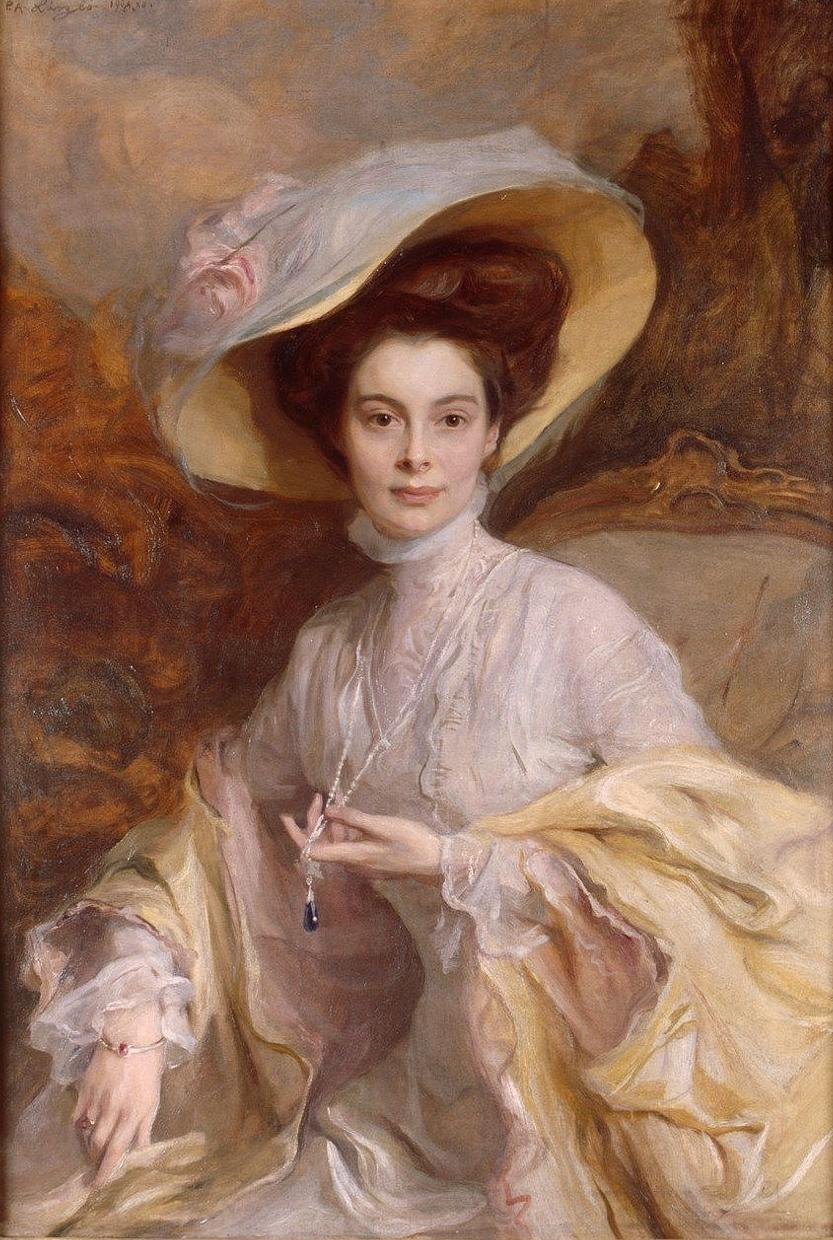
Kronprinzessin Cecilie

Namenspatronin für die Benennung der Ceciliengärten war Kronprinzessin Cecilie von Preußen (1886–1954), Gattin des deutschen Kronprinzen Wilhelm. Sie war unter anderem die Namensgeberin für das Schloss Cecilienhof in Potsdam, für den im Jahr 1905 eingedeichten Cecilienkoog in Nordfriesland und für eines der großen Segelschiffe der ersten Hälfte des 20. Jahrhunderts, die Viermastbark Herzogin Cecilie.
Die Benennung der durch die Siedlung führenden Straße mit der seit jeher angerähnlichen Platzform – die vorher Straße 39 hieß – erfolgte im Jahr 1912.
Mit der Namensgebung der Anlage wollte man der Kronprinzessin, die seinerzeit eine sehr hohe Reputation in der Bevölkerung genoss, bereits zu Lebzeiten eine Ehre erweisen.

## Geschichte

### Planung
Die ersten Ideen zur Parzellierung und Bebauung des ehemaligen Willmannschen Parkgeländes westlich der Rubensstraße zwischen der Hauptstraße im Norden und der Berlin-Potsdam-Magdeburger Eisenbahn am heutigen S-Bahnhof Friedenau im Süden entstanden bereits in den 1890er Jahren im Zusammenhang mit der Bebauung der – im Jahr 1871 als Villenvorort gegründeten – damaligen preußischen Landgemeinde Friedenau. Bis zur vorläufigen Planreife im Jahr 1909 favorisierte man zur Erschließung des Gebietes übermäßig breite Straßen mit „eingestreuten Grünflecken“.
Erst nachdem die damalige Boden-Aktiengesellschaft Berlin-Nord das Baugelände erworben hatte, konzentrierten sich die Planer unter Berücksichtigung neuer städtebaulicher Gesichtspunkte für das angestrebte Wohnviertel nunmehr einheitlich auf eine große zusammenhängende Grünfläche und dezentrale Hof-Parks. Die detaillierten Fassadenzeichnungen schrieben sämtliche Anforderungen in einem – vom Stadterweiterungsamt der damals eigenständigen Stadt Schöneberg überarbeiteten – Bebauungsplan fest.
In einem Exposé aus dem Jahr 1912 war erstmals die Rede von „der Ausschaltung der Brandgiebel, Berliner Zimmer und Hinterhäuser“ sowie von „durchsonnten Wohnungen durch Nord-Süd-Ausrichtung sämtlicher Baublocks“. Weiterhin beschäftigten sich die Architekten mit den vorherrschenden Windrichtungen und der erforderlichen Ausstattung der Siedlung mit Spielplätzen „für die liebe Jugend“. Im Einzelnen widmete man sich der gärtnerischen Gestaltung mit Hecken, Rabatten, Baumreihen, Laubengängen sowie der Anlage mehrerer Brunnen und einer Wasserfontäne. Die Siedlung sollte als „Gartenstadt im englischen Stil“ errichtet werden, was der Gesamtanlage eine größere Attraktivität und Werterhöhung geben sollte.
Sämtliche Ausführungen der Architektur und der Parkanlagen sollten unter der amtlichen Oberleitung des Schöneberger Stadtbauinspektors Paul Wolf erfolgen. Als offizielle  Bauherren traten zwei Wohnstätten-Gesellschaften auf.

### Umsetzung und Fertigstellung

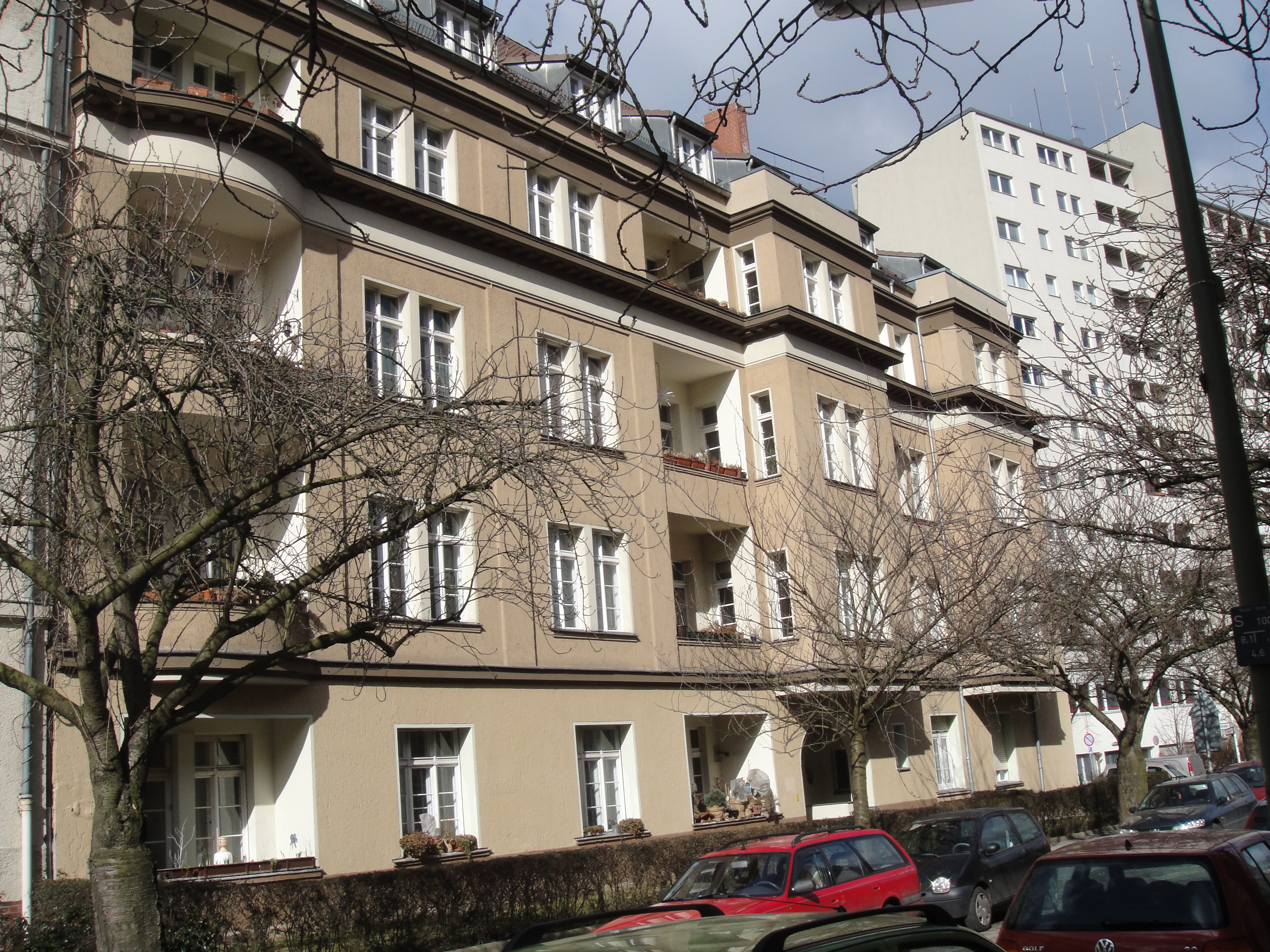
Musterbau Ceciliengärten Nr. 1 an der Ecke zur Traegerstraße

Die Fertigstellung der Wohngebäude wurde in erster Linie durch den Ersten Weltkrieg verhindert. Nach dem Krieg mussten die bisherigen Planungen abgebrochen und danach vollständig neu begonnen werden. Obwohl es im Ersten Weltkrieg keine Kampfhandlungen auf deutschem Boden gab, waren die Kriegsfolgen erheblich: Die Gebietsverluste und die weitgehend aufgelöste Armee führten zu Flüchtlingsströmen und zusätzlichem Wohnraumbedarf. Zudem war die Nahrungsmittelversorgung bereits vor Kriegsende aufgrund unzureichend bewirtschafteter Agrarflächen stark beeinträchtigt. Die Wirtschaftskrise in der Weimarer Republik und die Reparationsforderungen schränkten den finanziellen Spielraum der Städte und Gemeinden erheblich ein, zugleich brach die Nachfrage nach hochwertigen Wohnungen weitgehend zusammen. Die großzügig geplanten Stadtgrundrisse mit den gut ausgestatteten Wohnungen der Planungen vor dem Ersten Weltkrieg entsprachen nicht mehr dem aktuellen Bedarf.
Die ursprüngliche bauliche Konzeption der Ceciliengärten wurde dementsprechend in dieser Form letztendlich nicht realisiert. Nur ein Gebäude (Ceciliengärten 1) wurde nach dem Ersten Weltkrieg – vermutlich als Musterbau – fertiggestellt und ist heute noch an der Ecke zur Traegerstraße zu sehen. Die Straßenaufteilung wurde einschließlich der platzartigen Grünfläche mit dem alten Baumbestand vollendet, der teilweise schon im Willmann’schen Parkgelände vorhanden war.
Erst nach der Eingemeindung zu Groß-Berlin im Jahr 1920 nahmen sich Schönebergs Stadtplaner des schon festgesetzten Bebauungsplans wieder an. Sie fanden bald Geldgeber, die bereit waren, die parzellierten Blöcke zu erwerben. Für die damalige Gemeinnützige Heimstättengesellschaft der Berliner Straßenbahn (für den nordöstlichen Block) und die Wohnstättengesellschaft mbH (für die restlichen Blöcke) wurde die ursprüngliche Projektierung der Wohngebäude überarbeitet und den veränderten Wohnbedürfnissen angepasst. Der erste Spatenstich zum Bau erfolgte am 21. Juni 1922. Das neuerrichtete Quartier wurde dann ab dem 1. Juli 1923 bis zum Jahr 1927 in verschiedenen Bauabschnitten bezugsfertig und umfasste in erster Linie Dienstwohnungen, die für Mitarbeiter des Staates und für die Bediensteten der Berliner Verkehrsbetriebe (BVG) reserviert waren.

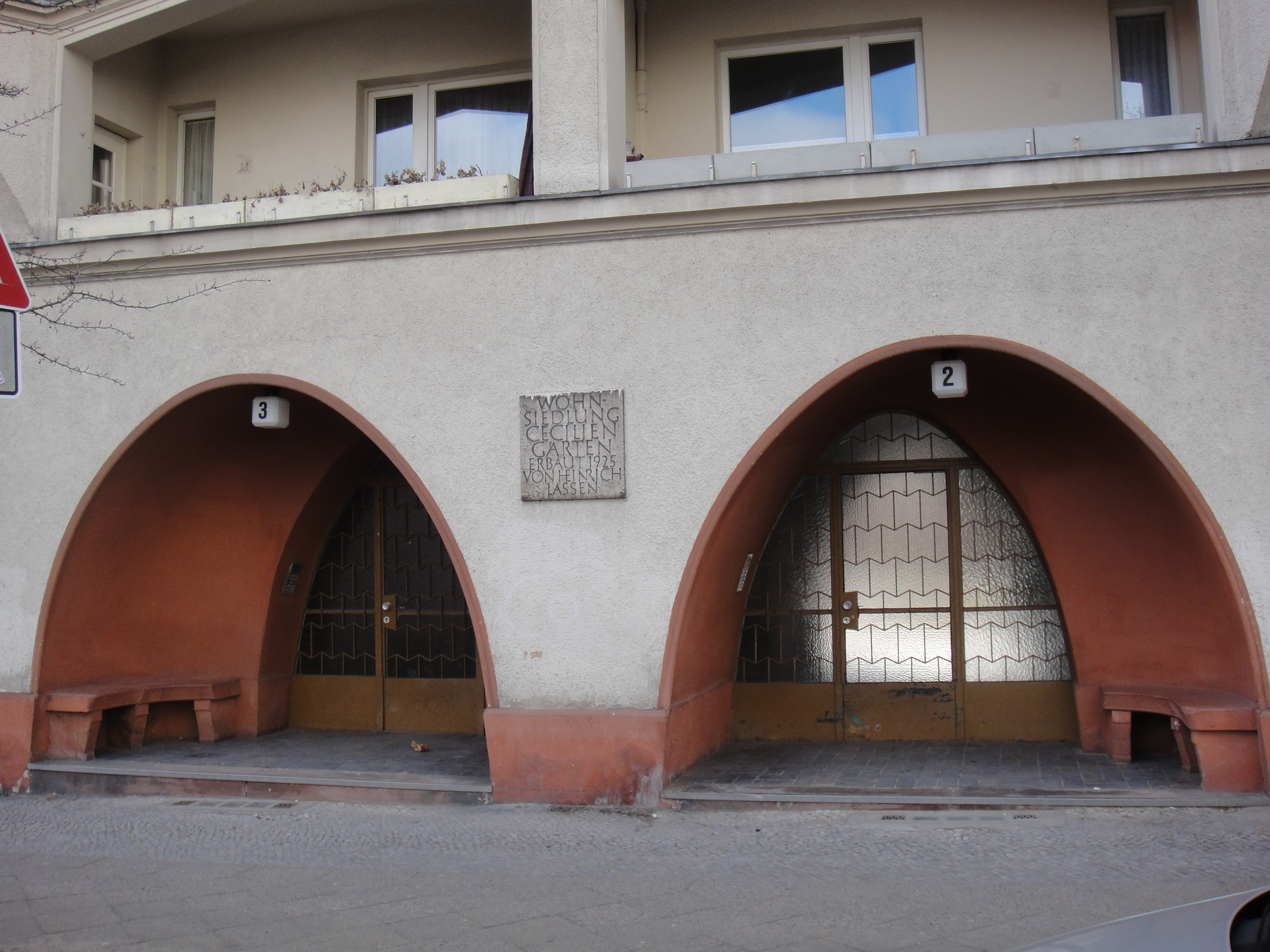
Gedenktafel für die Anlage der Ceciliengärten in der Traegerstraße

Oberster Planer für die Realisierung der Pläne war der Schöneberger Stadtbaurat Heinrich Lassen. Eine Gedenktafel am Haus Traegerstraße 2/3 erinnert an ihn.
Nur wenig beeinflusst durch die neuen architektonischen Zeichen der damaligen Zeit – beispielsweise den seinerzeit gerade aufkommenden Bauhaus-Stil – fiel die Fassadengestaltung nicht mehr ganz so umfangreich aus, wie sie noch 1912 angestrebt worden war. Dennoch waren die Ergebnisse in Nutzbarkeit und Anschauung noch immer gut durchdacht und sehr detailverliebt. Die Fassadenflächen werden bestimmt durch folgende Gliederungs- und Gestaltungselemente:

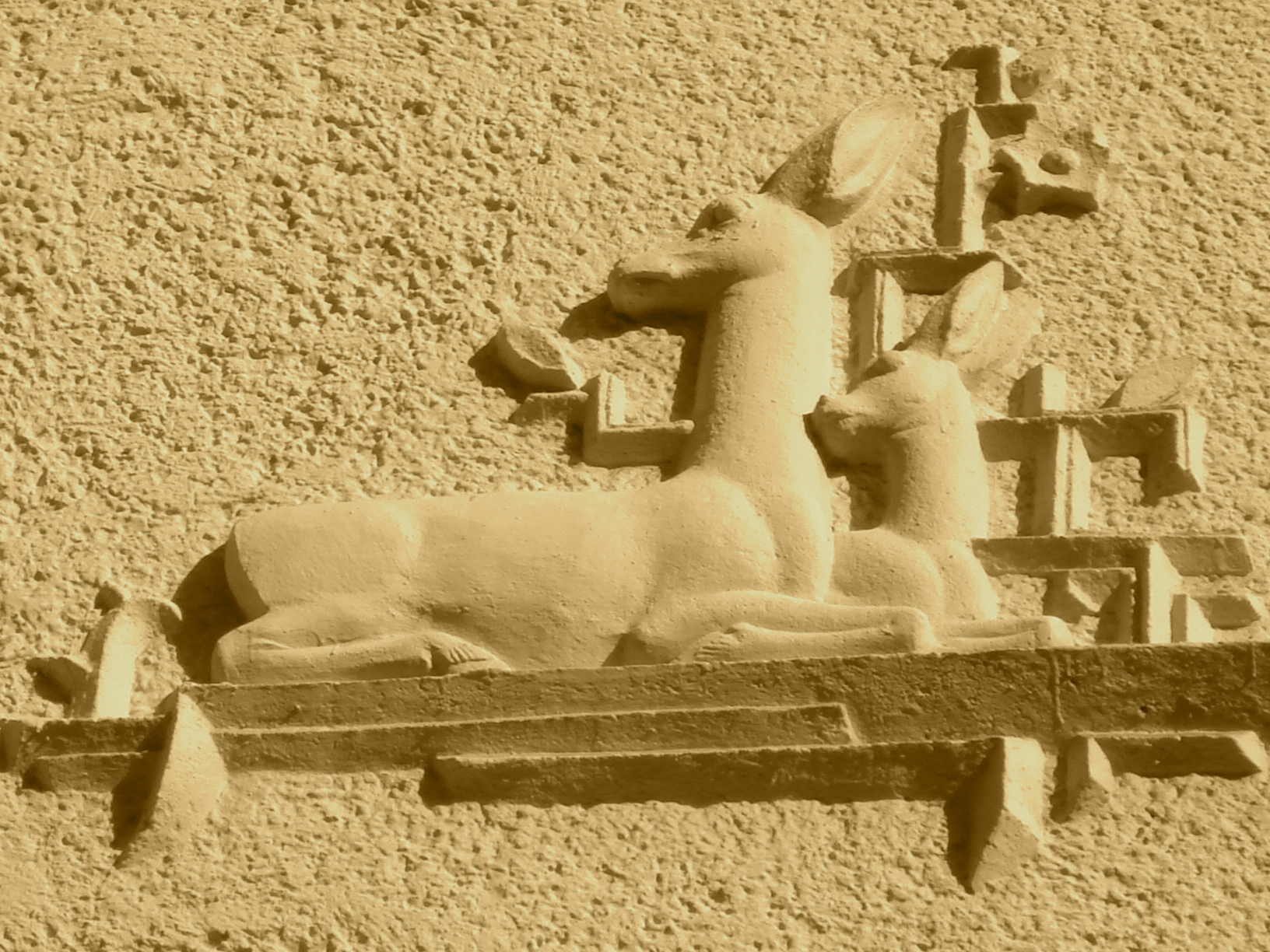
Fassadendetail

- Plastizität der Vor- und Rücksprünge mit der daraus resultierenden Licht- und Schattenwirkung,
- konsequente Beachtung einer starken Symmetrie aller Häuser,
- Verwendung unterschiedlicher Materialien und gestalterischer Putztechniken sowie
- Einsatz diverser Schmuckteile, beispielsweise über den Eingangsportalen.

Der Architekt Heinrich Lassen legte Wert darauf, dass sich die Grundrisse der Wohnungen – teilweise nur in Details – individuell voneinander unterschieden. Als im Jahr 1927 der letzte von acht Bauabschnitten nach fünfjähriger Bauzeit fertiggestellt war, umfasste die bebaute Komplexfläche rund 18.700 m² mit 621 Wohnungen, in denen mehr als 1500 Menschen lebten, davon
008 Fünfzimmer-Wohnungen,
092 Vierzimmer-Wohnungen,
322 Dreizimmer-Wohnungen,
181 Zweizimmer-Wohnungen,
018 Einzimmer-Wohnungen sowie
012 Läden und
004 Ateliers.
Die Größe der Zimmer beträgt durchschnittlich 18–24 m², wobei fast jede Wohnung eine Diele und einen Erker besitzt. Die durchschnittliche Wohnungsgröße liegt bei rund 90 m².
Mindestens ein geplanter Wohnblock fiel entgegen der ursprünglichen Projektierung von 1912 weg: Zwischen Semper-, Baumeister- und Sponholzstraße wurde zum Bahnhof Friedenau hin etwa zur gleichen Zeit ein anderes Wohnbauprojekt vollendet.
Eine markante Besonderheit der Ceciliengärten war der Atelierturm als südliche Begrenzung zur Semperstraße. Dieser Turm hatte keine tatsächliche Funktion, sondern stellte eine architektonische Landmarke dar, die den geschlossenen Eindruck der Gesamtanlage unterstrich. Seinen Namen verdankt er der im oberen Teil gelegenen Atelierwohnung, die sich seinerzeit ohne Zwischendecke über die heutige vierte und fünfte Etage erstreckte und die der Maler Hans Baluschek zwischen 1929 und 1933 als Wirkungsstätte bewohnte.

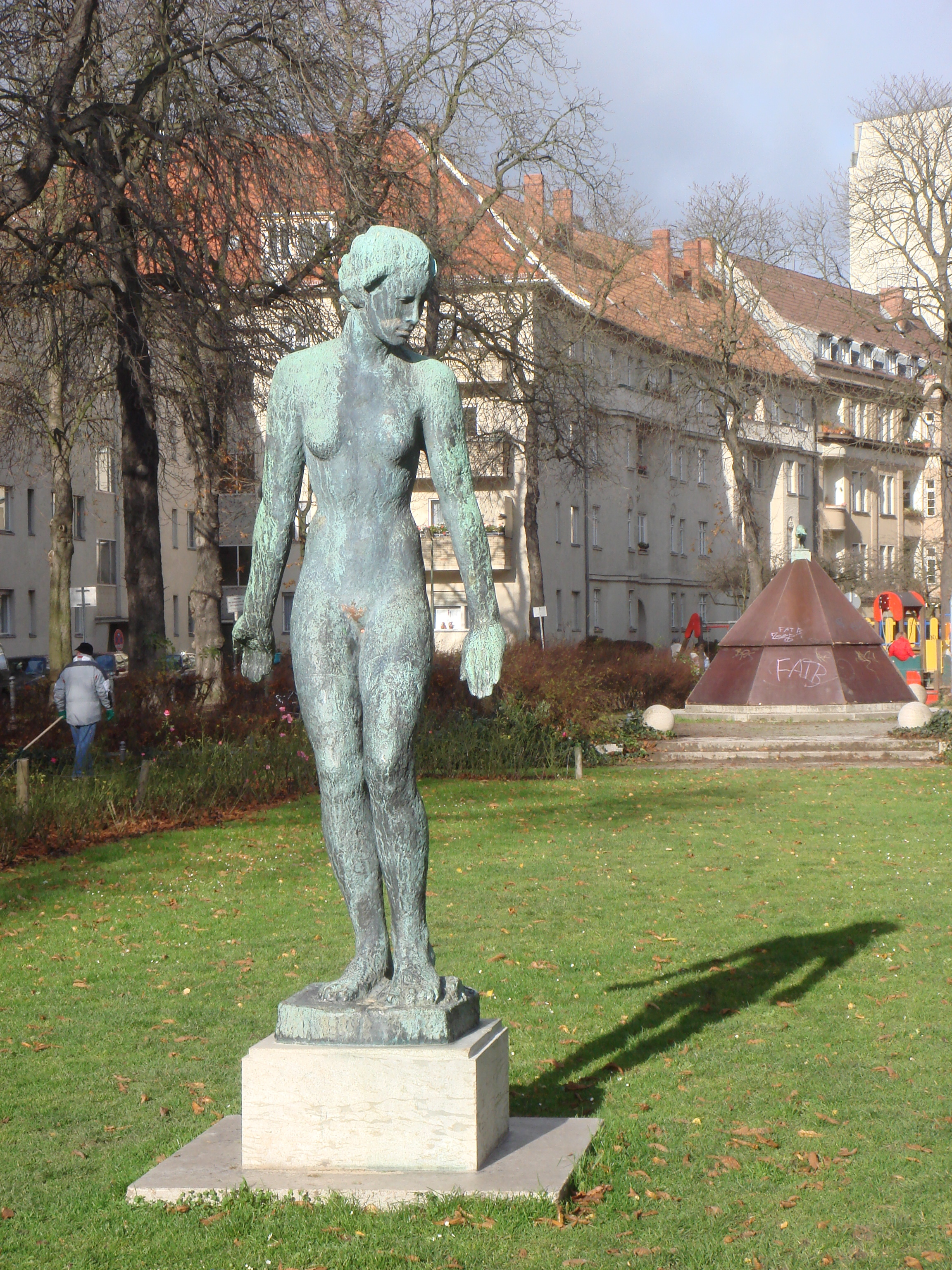
Georg Kolbes Frauenplastik
Der Abend

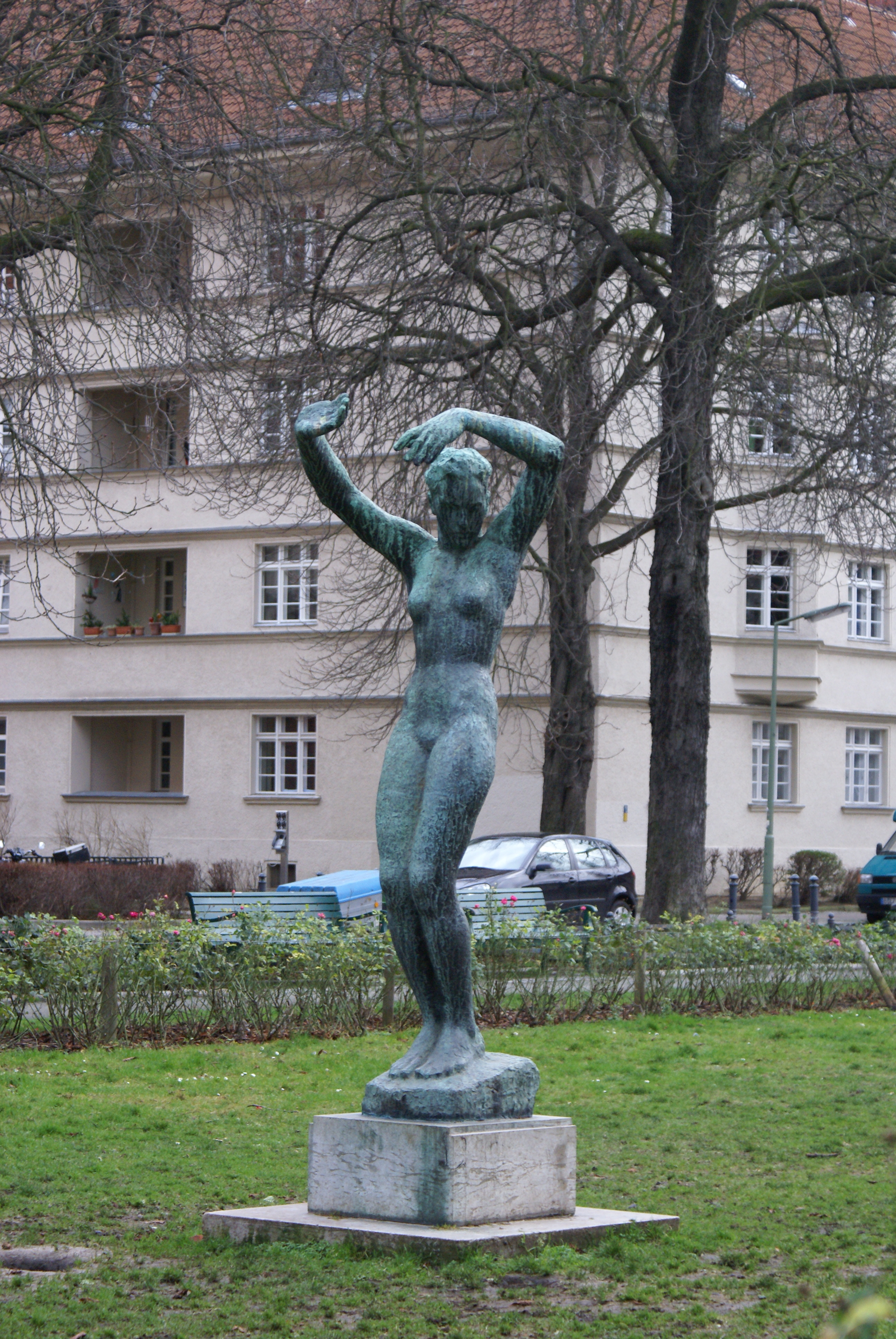
Kolbes Skulptur
Der Morgen

Ebenso waren die beiden lebensgroßen Frauenstandbilder Der Morgen und Der Abend des Bildhauers Georg Kolbe auf der zentralen Grünanlage eine Besonderheit der Siedlung. Kolbe hat sich bei der Namensgebung seiner Bronzeplastiken nicht auf die Himmelsrichtungen bezogen, in denen seine Figuren aufgestellt worden sind, sondern an der Art, wie sie den Tag beginnen (die Skulptur Der Morgen streckt sich dem Tag entgegen) und den Tag beenden (das Standbild Der Abend wirkt dagegen erschöpft mit herunterhängenden Armen). Ein getöntes Gipsmodell der Plastik Der Morgen war 1929 im Deutschen Pavillon auf der Weltausstellung in Barcelona zu sehen. Eine Kopie der Kolbe-Skulptur befindet sich heute im rekonstruierten Ludwig-Mies-van-der-Rohe-Pavillon in Barcelona.
Hervorzuheben sind die teilweise großen Innenhöfe der Anlage, die nur über die jeweiligen Hauseingänge zu erreichen sind. Der größte dieser Höfe ist der „Südhof“, der sich an der südöstlichen Spitze der Siedlung an der Rubens-/Baumeisterstraße befindet. Dieser Innenhof beinhaltet neben einer rund 3500 m² großen Rasenfläche eine hufeisenförmige Pergola. Parallel zur Rubensstraße im nördlichen Bereich befindet sich der verhältnismäßig schmal angelegte „Nordhof“. Hier standen an beiden Enden des langgestreckten Hofes große Uhrentürme, die den in diesem Bereich wohnenden Mitarbeitern der Verkehrsbetriebe die Zeit anzeigten, damit sie keinen Anlass hatten, zu spät zur Arbeit zu kommen. An derartigen Details ist die Liebe des Architekten zur gesamten Anlage zu erkennen.

### Im Zweiten Weltkrieg
Die in der Zeit des Nationalsozialismus begonnenen Planungen Albert Speers für eine überdimensionale „Welthauptstadt Germania“ mit einer bis zu 300 Meter breiten Nord-Süd-Achse zwischen dem Spreebogen im Norden und dem Teltowkanal im Süden endeten kurz vor den Toren der Siedlung am Vorarlberger Damm. Sie hätten bei der Vollendung nach dem Planungsstand von 1942 keine direkten Veränderungen für die Anlage der Ceciliengärten mit sich gebracht.
Die Auswirkungen des Zweiten Weltkriegs hielten sich im Gegensatz zu anderen Stadtgebieten Berlins für die Ceciliengärten in Grenzen. Dennoch wurden aus Gründen der Bevölkerungsvorsorge die Grünanlagen relativ stark in Anspruch genommen: Auf alliierten Luftbildern von 1943 sind mitten auf der zentralen Grünanlage mehrere Schützengräben zu erkennen. Die Siedlung wurde nicht von alliierten Luftangriffen verschont. Im Februar 1943 zogen alliierte Bomber eine Schneise im Norden der Anlage von West nach Ost. Dabei wurden die Häuser Ceciliengärten 4–9 zerstört sowie das Haus Nr. 47 schwer in Mitleidenschaft gezogen. Auch in den Häusern Ceciliengärten 39 und Rubensstraße 40 sowie Rubensstraße 32 bis 38 waren teilweise erhebliche Schäden zu verzeichnen. Die Schäden wurden in den Nachkriegsjahren beseitigt, die total zerstörten Häuser bis Ende der 1950er Jahre vereinfacht wieder aufgebaut.
Die im Gebäude des Atelierturms am Südende der Siedlung gelegene Atelierwohnung büßte etwa zur gleichen Zeit durch Umbaumaßnahmen ihre über zwei Etagen bestehende Deckenhöhe ein. Das geschah wegen der großen Wohnungsknappheit nach dem Krieg und der sich daraus ergebenden Vermietungsmöglichkeiten durch das Einziehen einer Zwischendecke, wodurch die Wohnfläche dieser Wohnungen verdoppelt wurde.

### Ceciliengärten seit den 1980er Jahren

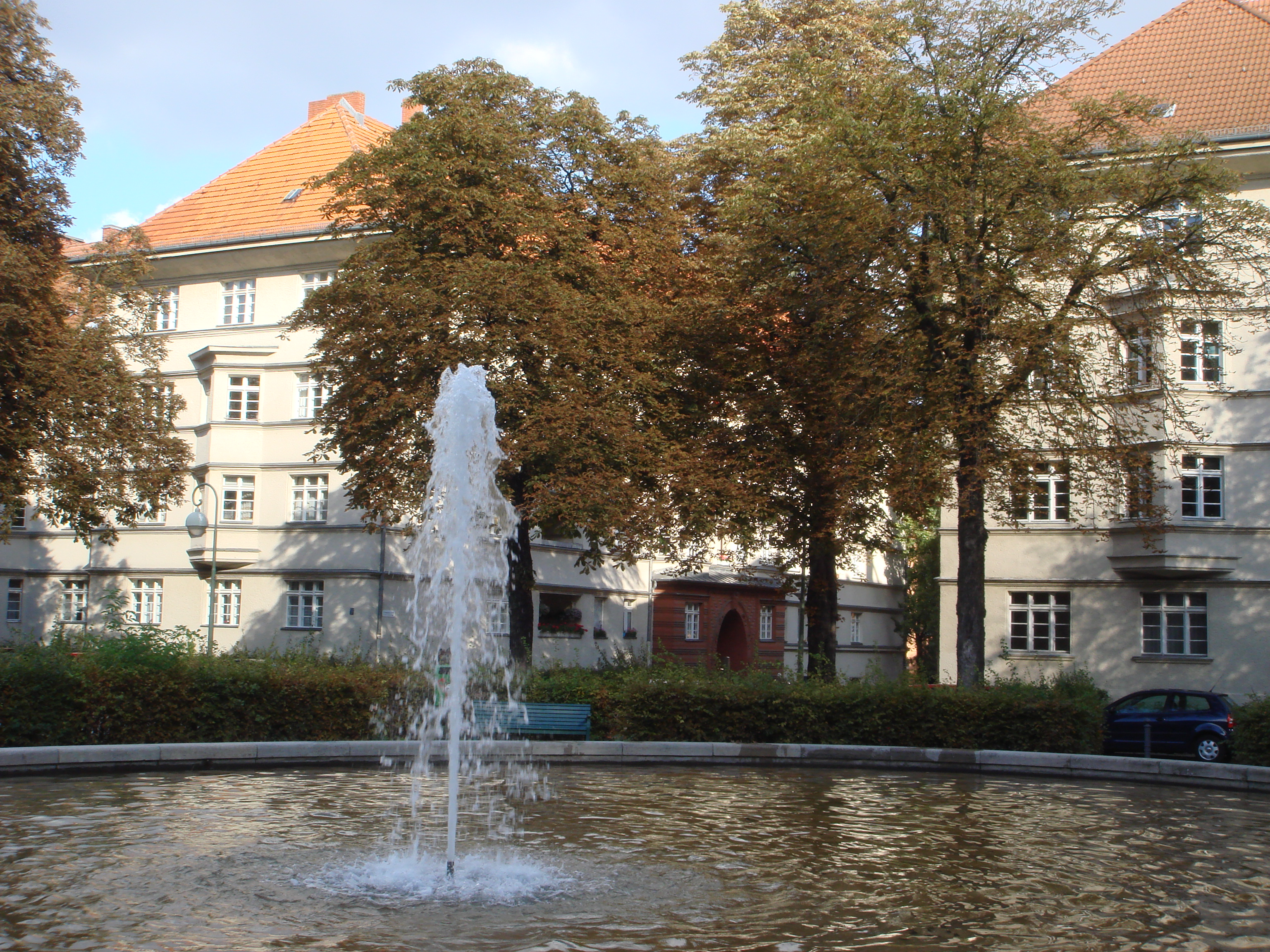
Die Wasserfontäne auf dem zentralen Platz

Anlässlich der 750-Jahr-Feier Berlins im Jahr 1987 wurde die gesamte Anlage ein Jahr vorher komplett restauriert. Hierbei wurden die Fassaden denkmalgerecht überarbeitet und die Dächer neu eingedeckt. In Teilen der Ceciliengärten (Häuser 42–49) wurden Dachausbauten mit Gauben vorgenommen, um zusätzlichen Wohnraum zu schaffen. Kurz nach der Restaurierung brannte der Dachstuhl des Hauses Rubensstraße 50 aus und musste erneut instand gesetzt werden. Im Zusammenhang mit der 750-Jahr-Feier wurde der rund 14.000 m² große zentrale Platz nach den historischen Plänen restauriert: Der ovale Brunnen mit Wasserfontäne wurde ebenso wie der Fuchsbrunnen (mit der Plastik eines Fuchses von Max Esser aus dem Jahr 1912) restauriert. Die Rasenfläche wurde in der ursprünglichen Art angelegt und mit Rosen umpflanzt. Die bereits oben erwähnten Frauenstandbilder Der Morgen und Der Abend kamen zu diesem Anlass wieder zurück an ihren angestammten Platz in die Ceciliengärten. Zwischenzeitlich hatte Der Abend in der Nachkriegszeit sein Domizil auf dem Wittenbergplatz und ab 1954 wurden beide Statuen im Rudolph-Wilde-Park am Rathaus Schöneberg aufgestellt.
Die in der Anlage befindlichen Wohnungen sind in verschiedene Eigentümereinheiten aufgeteilt:

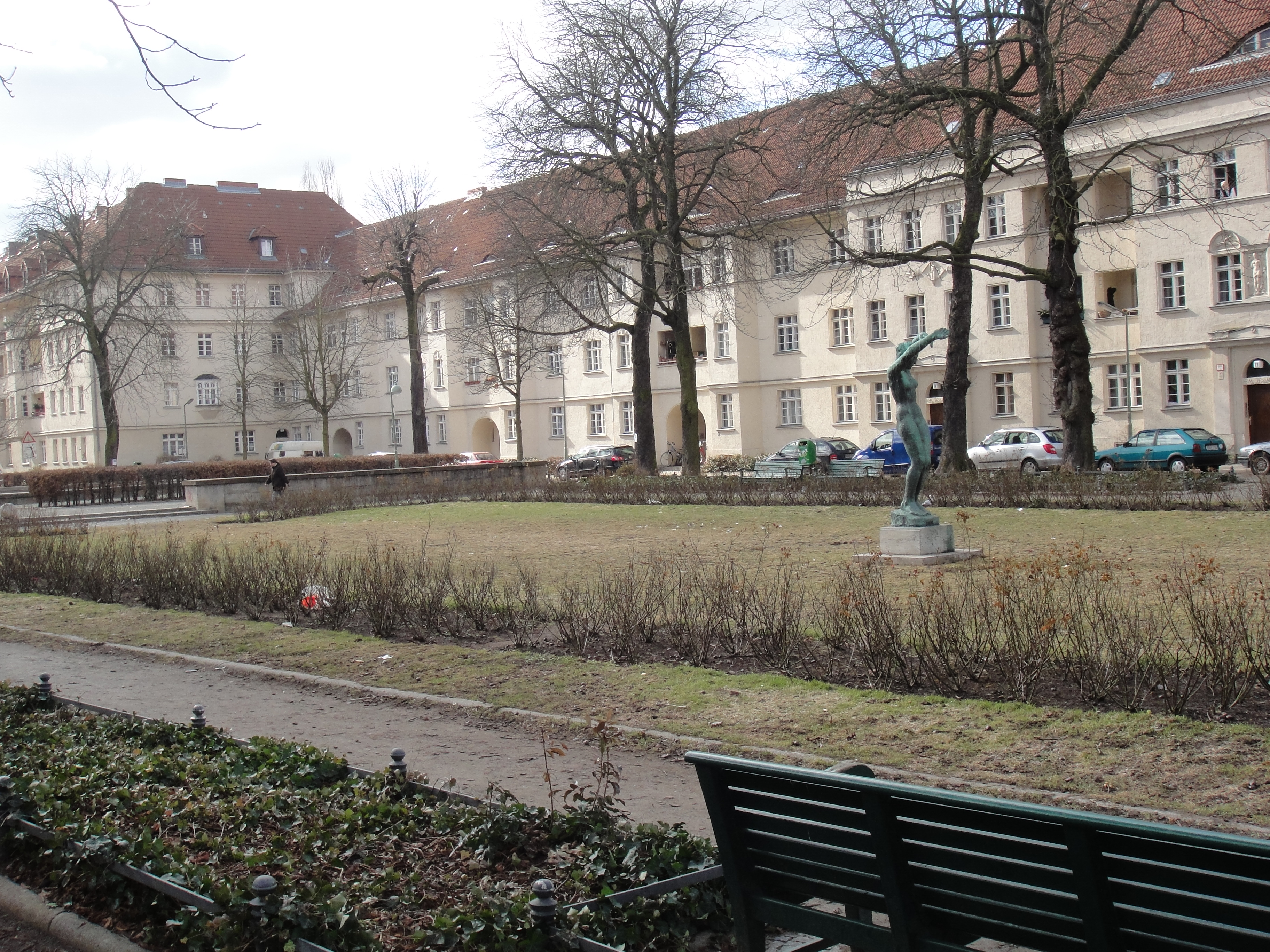
Die Anlage in südwestlicher Richtung

- Der größere Teil der Siedlung – mit den Häusern Ceciliengärten 2–39, Rubensstraße 40–50 (gerade Hausnummern), Baumeisterstraße 4–8, Semperstraße 2 sowie Sponholzstraße 40/41 – wurde ab 1999 schrittweise in Privateigentum umgewandelt.
- Der nordöstliche Anlagenteil mit den Häusern Ceciliengärten 40–53, Traegerstraße 2/3 sowie den geraden Hausnummern der Rubensstraße 16–38 ist durchweg vom Mehrheitseigentümer vermietet.

## Prominente Anwohner
In der Ceciliengärten-Siedlung und in den sie begrenzenden Straßen wohnten Persönlichkeiten, von denen einige hier benannt werden:

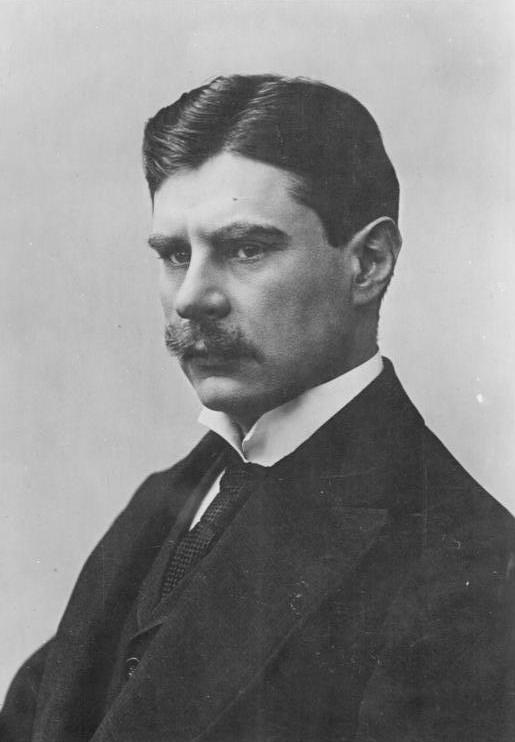
Hans Baluschek, 1912

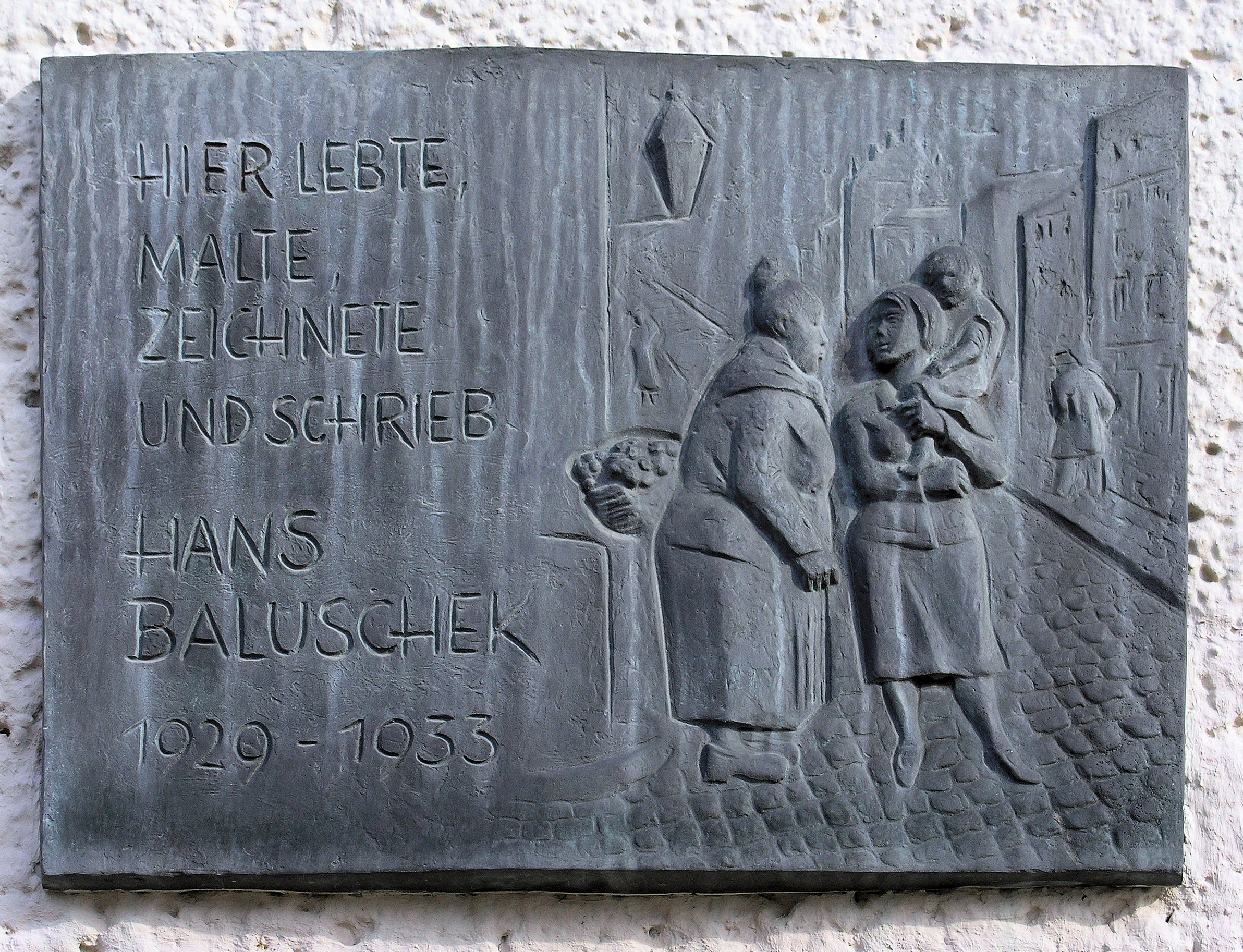
Gedenktafel für Hans Baluschek

- Ceciliengärten 27: Als einer der prominentesten und bedeutendsten Anwohner der Siedlung arbeitete und lebte von 1929 bis 1933 der Maler und Grafiker Hans Baluschek im Atelierturm an der Semperstraße, in dem er eine „Ehrenwohnung“ hatte. Er musste hierfür keine Miete entrichten und konnte seinen künstlerischen Neigungen unbeschwert nachgehen. Baluschek wurde vornehmlich durch realistische Darstellungen des sozialen Lebens bekannt und illustrierte unter anderem Werke von Gerhart Hauptmann und Richard Dehmel. Später wurde er auch als Verfasser eigener Novellen bekannt (beispielsweise Spreeluft, 1913). Er war Mitbegründer der Berliner Secession (1898) und des Bundes proletarisch revolutionärer Schriftsteller (1919). Baluschek leitete die Große Berliner Kunstausstellung und war Vorsitzender der Schöneberger Kunst-Deputation. Als marxistisch und politisch unzuverlässig verfemt, legte er nach der „Machtergreifung“ der Nationalsozialisten 1933 alle Ämter nieder. An ihn erinnert in der Semperstraße 1 eine im Jahr 1981 enthüllte Gedenktafel, die neben dem Text eine Straßenszene in der für Baluschek typischen Art zeigt.

Seit 2004 trägt eine Grünverbindung in der Nähe der Siedlung seinen Namen: Bei dem Hans-Baluschek-Park handelt es sich um eine schmale Grünanlage zwischen den S-Bahnhöfen Priesterweg und Südkreuz mit einer Länge von 1,5 Kilometern und einer Größe von sieben Hektar. Durch den Park führt ein vier Meter breiter Asphaltweg, der Teil einer übergeordneten Fuß- und Radwegeverbindung ist und der später einmal über den Park am Gleisdreieck bis zum Landwehrkanal in der Nähe des Potsdamer Platzes reichen wird. Das Grab von Hans Baluschek ist auf dem Wilmersdorfer Waldfriedhof in Stahnsdorf (Abt. L I-S III-334).
- Ceciliengärten 20: Im Oktober 1945 bezog hier der Literaturhistoriker und Schriftsteller Heinrich Spiero seine letzte Wohnung. Er hatte zuvor in der Nähe der Anlage in der Fregestraße, Wilhelm-Hauff-Straße und Odenwaldstraße in Friedenau gewohnt, musste diese Wohnungen allerdings wegen seiner jüdischen Herkunft jeweils wieder aufgeben. Zu seinen wichtigsten Werken zählen Biografien von Detlev von Liliencron, Gustav Falke, Theodor Fontane, Julius Rodenberg und Wilhelm Raabe. Von 1929 bis 1934 war er Herausgeber von Jedermanns Lexikon. In den Ceciliengärten entstand sein letztes Werk, die Geschichte des deutschen Romans. Seine letzte Ruhe fand er in einem Ehrengrab in der Abteilung 605-005-017 des Alten Friedhofs der Zwölf-Apostel-Gemeinde in der Schöneberger Kolonnenstraße. An ihn erinnert der Spieroweg im Berliner Ortsteil Staaken.
- Baumeisterstraße 8: Hier lebte von 1946 bis zu seinem Tode im Jahr 1981 der Klarinettist und Berliner Kammervirtuose Alfred Bürkner. Von 1921 bis 1925 studierte er Klarinette bei Oskar Schubert, bereits von 1922 bis 1924 war er Klarinettist an der Großen Volksoper Berlin, dem heutigen Theater des Westens. Von 1925 bis 1973 gehörte er dem Berliner Philharmonischen Orchester an. Im Jahr 1930 zählte er zu den Gründungsmitgliedern der Kammermusikvereinigung der Berliner Philharmoniker, der ältesten Kammermusikvereinigung dieses Orchesters, die unter anderem Namen noch heute besteht.
- Traegerstraße 2 war im Jahr 1922 die Adresse des Komponisten und Musikschriftstellers Arnold Ebel. Er war an der Berliner Hochschule für Musik Meisterschüler von Max Bruch. Nach dem Studienabschluss arbeitete er zunächst als Chordirektor und Organist des Johanniterordens in Berlin, 1921 wurde er Organist an der Schöneberger Paul-Gerhardt-Kirche. Er war außerdem Vorsitzender des Berliner Tonkünstler-Vereins und der Vereinigten Musikpädagogischen Verbände. Er komponierte unter anderem Lieder und ein Requiem.
- Semperstraße 3: In diesem Haus wuchs Hugo Egon Balder auf, der als Fernsehmoderator, Produzent, Musiker, Schauspieler und Kabarettist bekannt wurde.

Neben den hier genannten Persönlichkeiten ist Heinrich Lassen als Architekt der Ceciliengärten hervorzuheben. Obwohl er hier nicht wohnte und keine der hiesigen Straßen seinen Namen trägt, ist er eng mit der architektonischen Gestaltung der Ceciliengärten verbunden. Er wohnte 1896 in Friedenau, nicht weit entfernt in der Schmargendorfer Straße 18. Als späterer Stadtverordneter und Stadtbaurat in Schöneberg regte er die Schöneberger Siedlung Lindenhof an und schuf das Schöneberger Stadtbad in der Hauptstraße. Auch der Kiosk mit Wartehäuschen und Bedürfnisanstalt auf dem heutigen Breslauer Platz vor dem Rathaus Friedenau wurde 1929 nach seinen Plänen erbaut. 1953 wurde nach ihm der Heinrich-Lassen-Park benannt, der aus den Gärten der alten Schöneberger Familien Richnow und Willmann entstand, die seinerzeit als „Millionenbauern“ bekannt wurden, weil sie in der Gründerzeit ihre großen Ländereien an die Stadt verkauften und damit zu einem ansehnlichen Vermögen kamen.

## Die Siedlung als Gartendenkmal
Die von Albert Brodersen seinerzeit gestaltete Anlage ist seit 1977 als Gartendenkmal ausgewiesen. Die Straße Ceciliengärten, über die der große zentrale Platz mit den beiden Brunnen erreicht werden kann, wird in den jeweiligen Bereichen vor dem Platz von japanischen Kirschbäumen flankiert. Die Pflanzung dieser eher untypischen Straßenbäume erfolgte erst gegen Ende der 1950er Jahre. Seit Beginn der 2000er Jahre werden die Bäume altersbedingt durch Neupflanzungen schrittweise ersetzt.
Um dem in der Planung der Anlage als Gartenstadt vorgegebenen Anspruch nachzukommen, legten die Planer großen Wert auf Begrünung (siehe oben). Eine Abfolge von blühenden Pflanzen vom Frühjahr bis in den Herbst hinein sollte gewährleistet werden.
- Den blütenreichen Auftakt bilden im April die Forsythien in ihren gelben Blüten.
- Direkt im Anschluss (Ende April/Anfang Mai) bilden die japanischen Kirschbäume ein rosafarbenes Dach über der Straße Ceciliengärten.
- Anschließend gehen die Dolden der lilafarbenen Fliederbüsche auf, die im Bereich zwischen Atelierturm und zentralen Platz stehen.
- Kurz danach setzen die weiß blühenden Rosskastanien am zentralen Platz ihre „Lichter“ auf und lassen den Sommer beginnen.
- Diese Blüte wird anschließend von den rosafarbenen Rosen auf dem Platz rund um die beiden Frauenstandbilder Der Morgen und Der Abend fortgesetzt.

Anekdote am Rande: Bis lange über die Nachkriegszeit hinaus war das Bemerkenswerteste an der die Ceciliengärten begrenzenden Baumeisterstraße der im Mai üppig blühende Flieder am S-Bahn-Damm. Er erfuhr in der Nacht vor dem Muttertag regelmäßig eine „wundersame Ausdünnung“.

Pflanzen in den Ceciliengärten
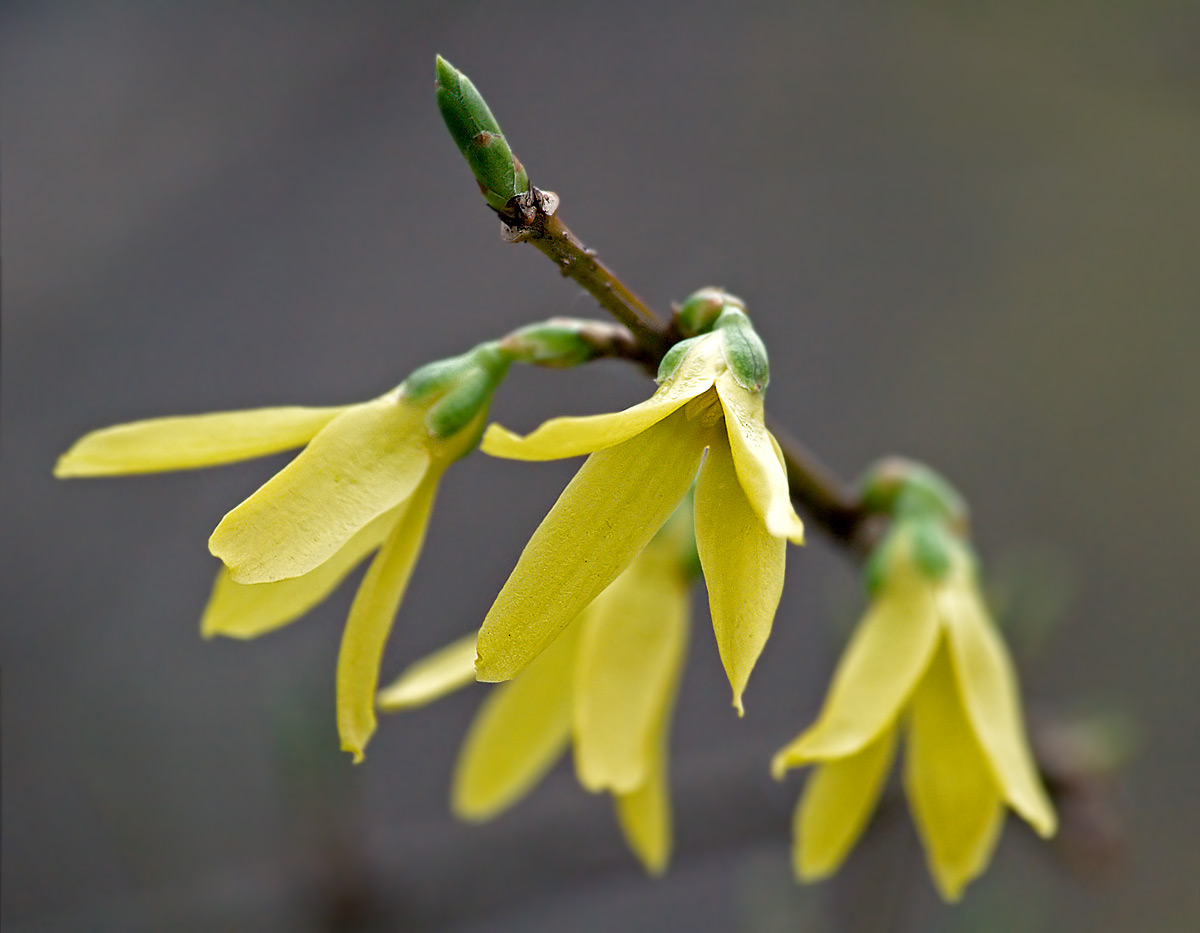
Forsythienblüte
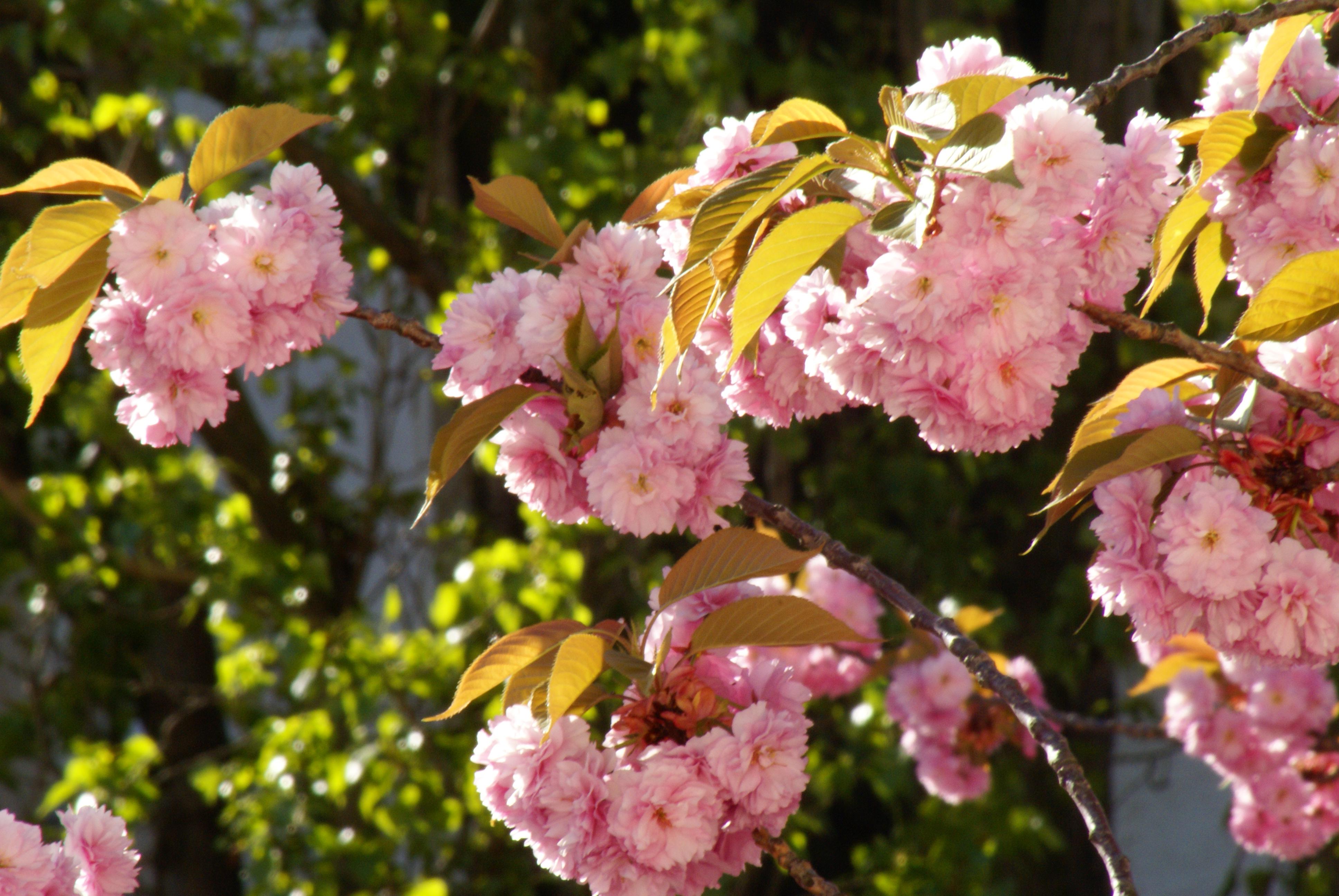
Japanische Blütenkirsche
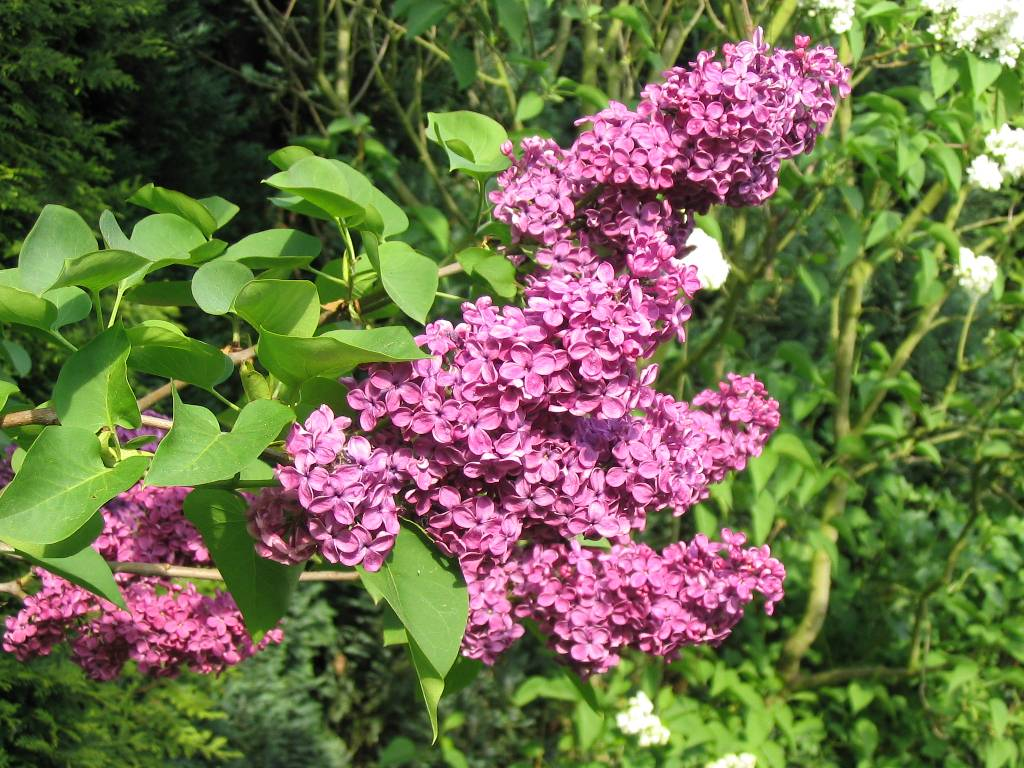
Fliederblüte
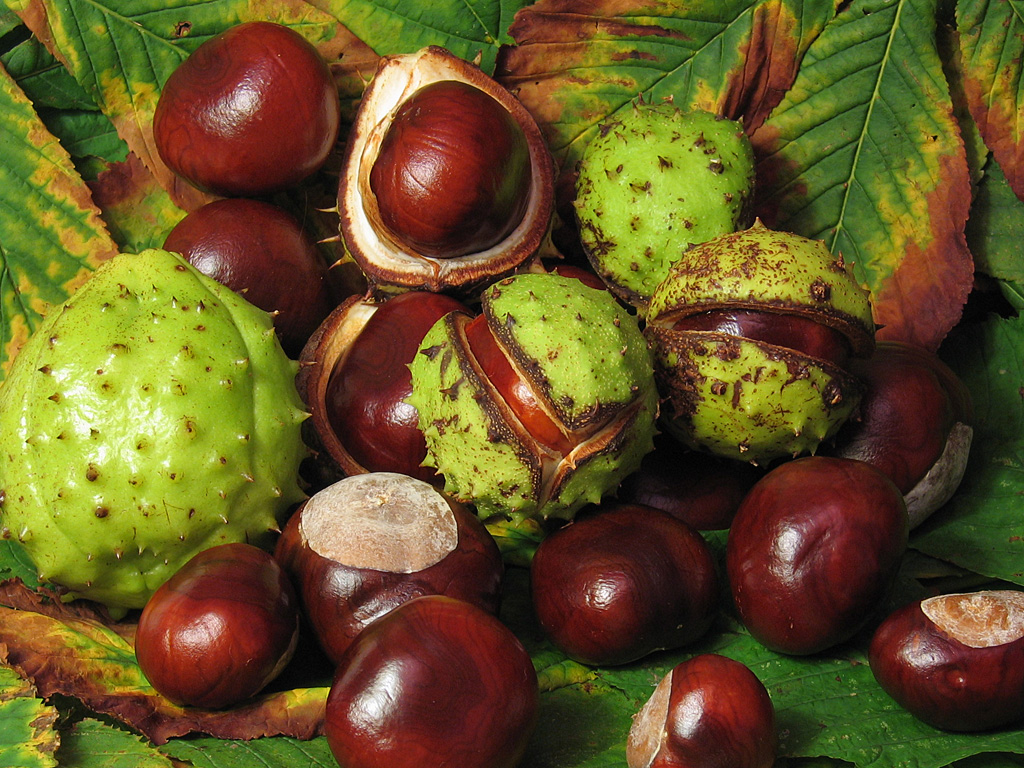
Früchte der Rosskastanie
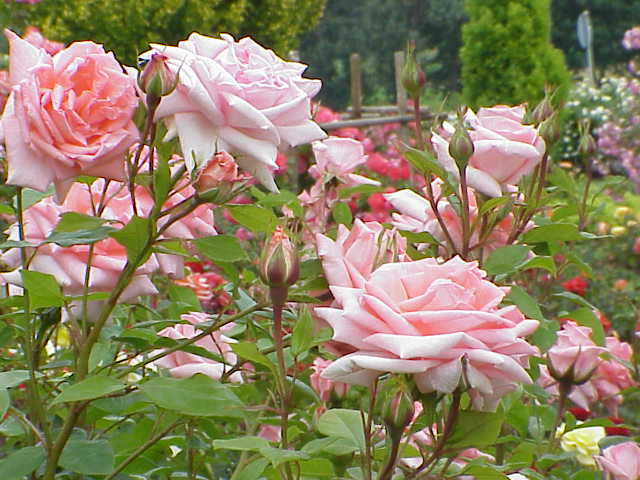
Rosenblüte

## Verkehrsverbindungen

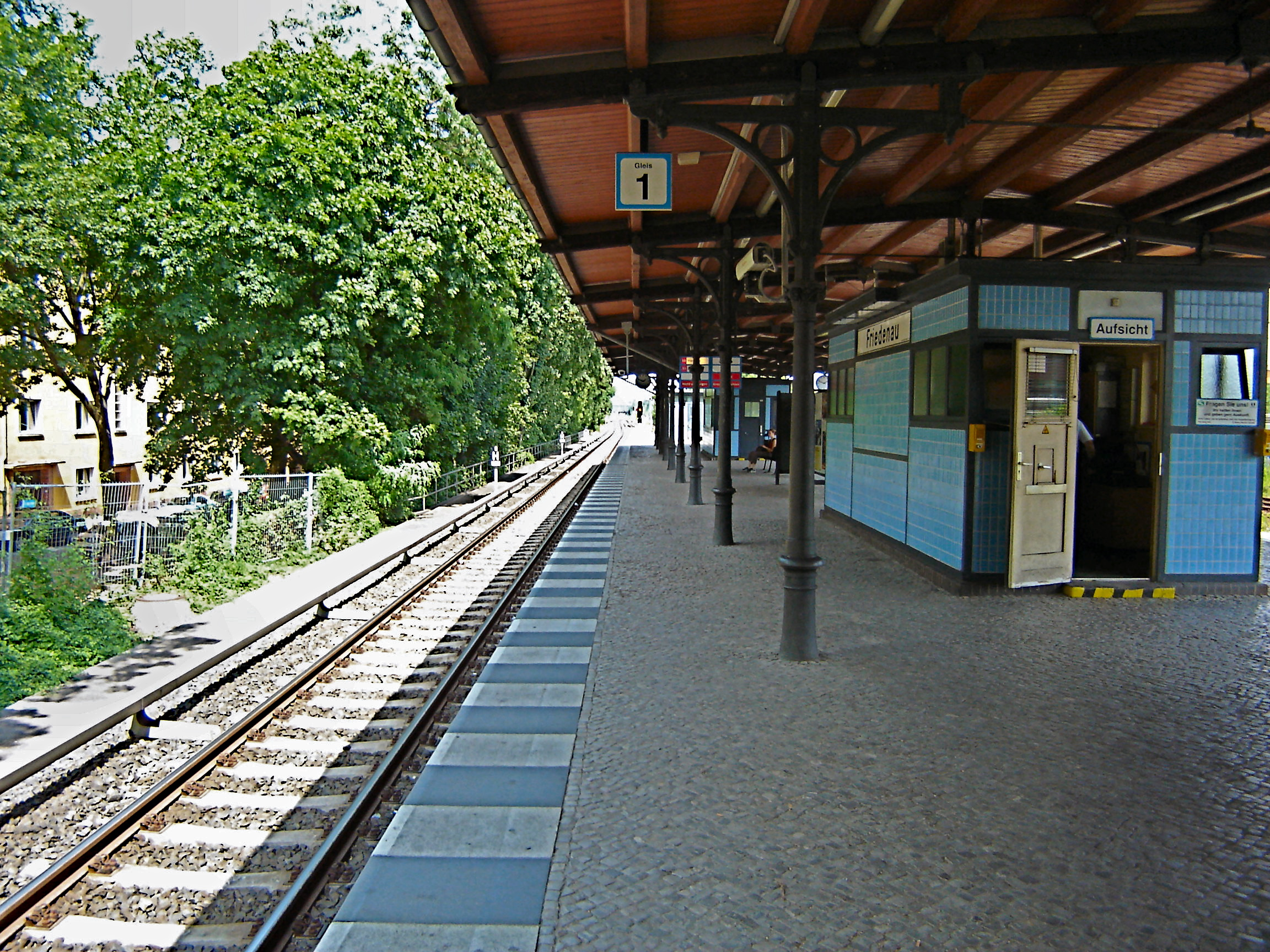
Blick vom S-Bahnhof Berlin-Friedenau in Richtung der Ceciliengärten

Die Ceciliengärten liegen zwischen den S- und U-Bahnhöfen Innsbrucker Platz (Ringbahn-Linien S41, S42, S46 und U-Bahn-Linie U4) sowie dem S-Bahnhof Friedenau (Wannseebahn-Linie S1).
Mit den Metrobus-Linien M48 und M85 ist die Siedlung über die Haltestelle Hähnelstraße und mit den Buslinien 143 und 187 an der Haltestelle Ceciliengärten sowie mit den Bussen der Linie 248 an der Haltestelle Innsbrucker Platz zu erreichen.
Für den Individualverkehr sind die Ceciliengärten über die nahegelegene Anschlussstelle 17 – Innsbrucker Platz der A 100 zu erreichen.